# Caixa Cultural São Paulo
A CAIXA Cultural São Paulo é uma da unidades da rede Caixa Cultural, um complexo de centros culturais localizados em diferentes capitais do Brasil, mantidos pela Caixa Econômica Federal. Em funcionamento desde 1989, a unidade de São Paulo está instalada no Edifício Sé, antiga sede regional do banco, inaugurada em 1939 por Getúlio Vargas. O edifício é um importante exemplar da arquitetura art déco na cidade e é tombado pelo patrimônio municipal. A Caixa Cultural administra ainda um segundo espaço em São Paulo, a Galeria Vitrine da Paulista, no andar térreo do Conjunto Nacional.
A instituição abriga o Museu da Caixa, com diversos objetos e documentos referentes à história da Caixa Econômica Federal e ao sistema financeiro do Brasil, além de espaços internos com ambientação de época e elementos originais conservados. Abriga ainda diferentes espaços expositivos, sala de leitura, sala de oficinas e um auditório. Mantém uma programação permanente de eventos culturais, incluindo espetáculos de dança, teatro, shows, debates, sessões de vídeo e cinema, leituras dramáticas, palestras, além de exposições temporárias, sobretudo no campo das artes visuais.

## A instituição
A rede Caixa Cultural foi criada em 1980, sob a denominação inicial de "Conjunto Cultural da Caixa", visando promover, divulgar e apoiar eventos, projetos e manifestações artísticas e culturais, nos campos das artes visuais, fotografia, teatro, dança e literatura, além de preservar o acervo da Caixa Econômica Federal, especializado na memória da instituição e na história do sistema financeiro do Brasil. A primeira unidade do Conjunto Cultural da Caixa foi aberta ao público ainda em 1980, em Brasília.
A unidade de São Paulo é a segunda mais antiga da rede, tendo sido inaugurada em 29 de agosto de 1989. Foi instalada no Edifício Sé, prédio histórico localizado na Praça da Sé, tombado pelo Conpresp, erguido na segunda metade dos anos trinta para ser a sede estadual do banco — e em desuso desde o fim da década de setenta, quando a sede foi transferida para o Edifício Torre Sul, na Avenida Paulista. O espaço expositivo foi instalado no andar térreo e o sexto andar foi reservado ao Museu da Caixa, com o acervo histórico da instituição. O edifício ainda abriga alguns escritórios administrativos da Caixa, além da agência bancária Sé.
Em março de 2002, a Caixa Cultural inaugurou um segundo espaço expositivo na cidade, no interior do Conjunto Nacional: a Galeria Vitrine da Paulista — um salão de aproximadamente 300 m², distribuídos entre o térreo e o mezanino, com paredes externas de vidro, voltadas para a Avenida Paulista, destinado a abrigar exposições e apresentações de dança e teatro.
No contexto das comemorações dos 450 anos da cidade de São Paulo, a Caixa Econômica Federal, proprietária de 90% dos imóveis localizados no chamado "quadrilátero da Sé" (área compreendida entre a Praça da Sé e as ruas Wenceslau Brás, Roberto Simonsen e Floriano Peixoto, majoritariamente composta por edifícios tombados pelo patrimônio público) financiou projeto de restauração das fachadas de nove imóveis do quarteirão, além da reforma do Edifício Sé e da reestruturação e ampliação do centro cultural, que passou a ocupar o térreo, o primeiro, o segundo e o sexto andares do edifício. O projeto foi executado em parceria com a prefeitura de São Paulo. O centro cultural foi reinaugurado em 24 de janeiro de 2004, com a presença da então prefeita Marta Suplicy e do ex-presidente da Caixa, Jorge Mattoso. Três dias depois, foi aberta a exposição inaugural Referencial Anita Malfatti.
Desde a reinauguração, a Caixa Cultural São Paulo ampliou seu rol de atividades, integrando-se ao circuito cultural da cidade, principalmente através de mostras de grande porte dedicadas a personalidades como Carmen Miranda, Salvador Dalí, Marc Chagall, Joan Miró, Curt Goetz e Banksy, entre outros. A instituição possui um calendário permanente de eventos culturais, com espetáculos de dança, teatro, shows, debates, leituras dramáticas, palestras e workshops, e disponibiliza acesso gratuito à internet para os visitantes. Mantém visitas monitoradas para escolas, um curso sobre a história do centro de São Paulo destinado a professores, arquitetos e guias de turismo, e atividades para a terceira idade.

## O edifício

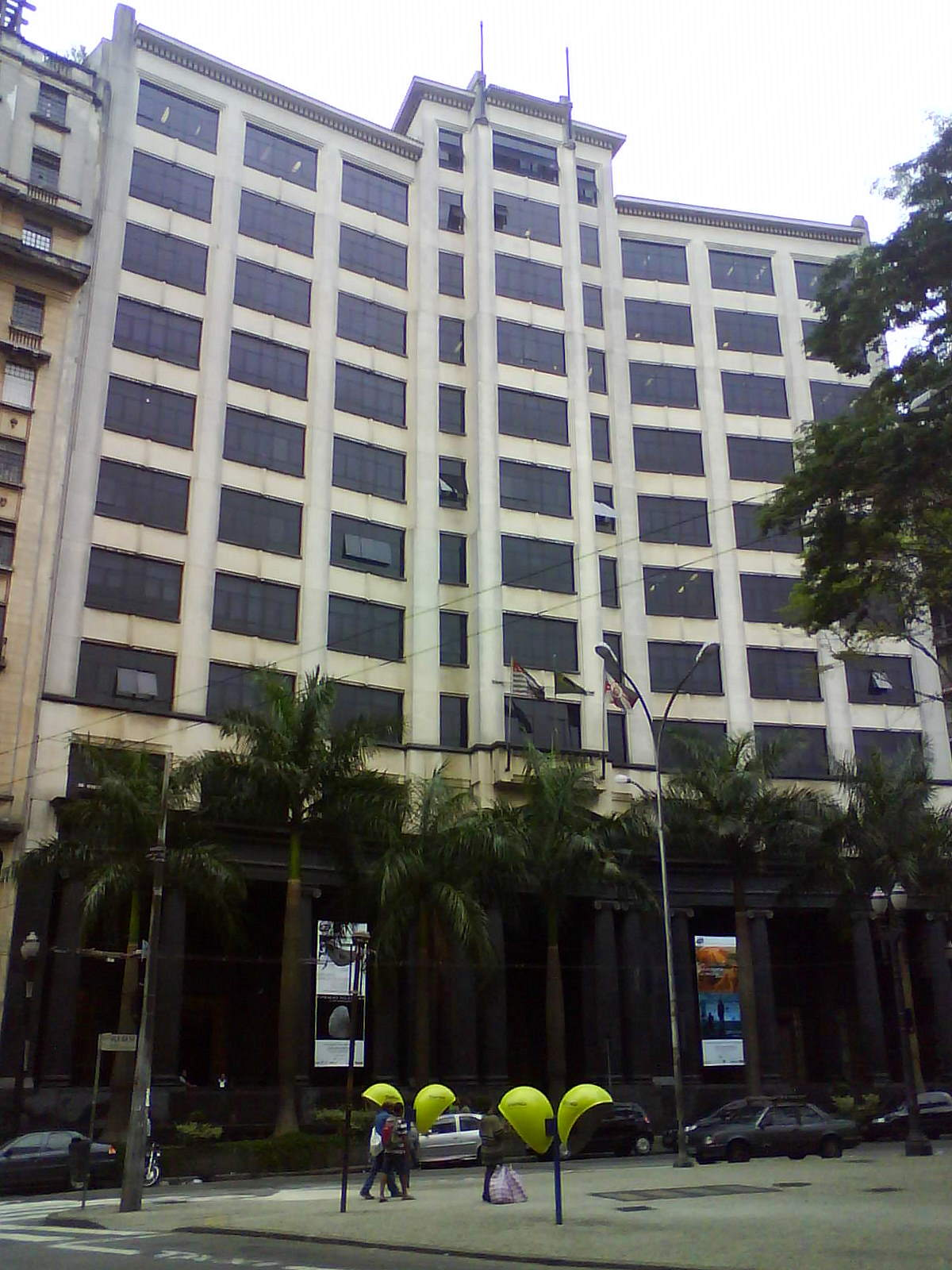
O Edifício Sé, sede da Caixa Cultural São Paulo

A Caixa Cultural São Paulo está instalada no Edifício Sé, em frente à Praça da Sé, no centro histórico de São Paulo. O edifício foi projetado para abrigar os escritórios administrativos da Caixa Econômica Federal em São Paulo, em substituição à antiga sede de 1907, localizada na antiga Travessa da Sé (atual Rua Venceslau Brás), após uma série de operações financeiras realizadas pelo banco visando adquirir os imóveis no entorno da velha sede. A elaboração do projeto começou em 1933 e a construção em 1935. - ambas a cargo dos Escritórios Albuquerque & Longo. A inauguração ocorreu em 29 de agosto de 1939, com a presença do então presidente Getúlio Vargas.
Concebido em estilo art-déco, com 17.000 m² de área construída, o edifício visa expressar a ideia de monumentalidade, em consonância com o espírito da arquitetura oficial do Estado Novo nos anos trinta, quando os prédios públicos eram idealizados para refletir a pujança do país e, ao mesmo tempo, exaltar o regime de Vargas. Tal monumentalidade é expressa, sobretudo, pelo pórtico e colunas jônicas de granito negro "piracaia" na entrada principal, e no revestimento de mármore nas paredes internas do andar térreo.
O pé-direito é bastante elevado, alcançando a segunda sobreloja. O hall tem formato octogonal e antecede uma sala ornamentada por um vitral com mais de seis metros de altura, executado pelo artista milanês Henrique Zucca, retratando as riquezas do estado de São Paulo - a agricultura (destacando-se o café), a indústria e a pecuária. No teto, de formato abobadado, está instalada uma claraboia com vitrais coloridos. No acabamento, utilizou-se grande quantia de material importado: vidros da Inglaterra, mármores da Itália e elementos funcionais dos Estados Unidos. O revestimento em lambris e demais serviços de marcenaria foram executados pelo Liceu de Artes e Ofícios de São Paulo. Colunas em aço escovado e o piso de madeira de lei completam a ornamentação. O prédio é tombado pelo patrimônio municipal (Conpresp).
O Edifício Sé abrigou a sede da Caixa Econômica em São Paulo até 1979, quando os escritórios do banco foram transferidos para um edifício na Avenida Paulista. Por ocasião da instalação do centro cultural em 1989 e da reinauguração em 2004, o edifício passou por reformas e adaptações, visando dotar o espaço interno de condições técnicas adequadas às novas atividades, incluindo climatização e iluminação. Atualmente, o edifício abriga, além do centro cultural, a agência bancária "Sé" e algumas áreas administrativas da Caixa.

## Acervo e instalações

### Museu da Caixa

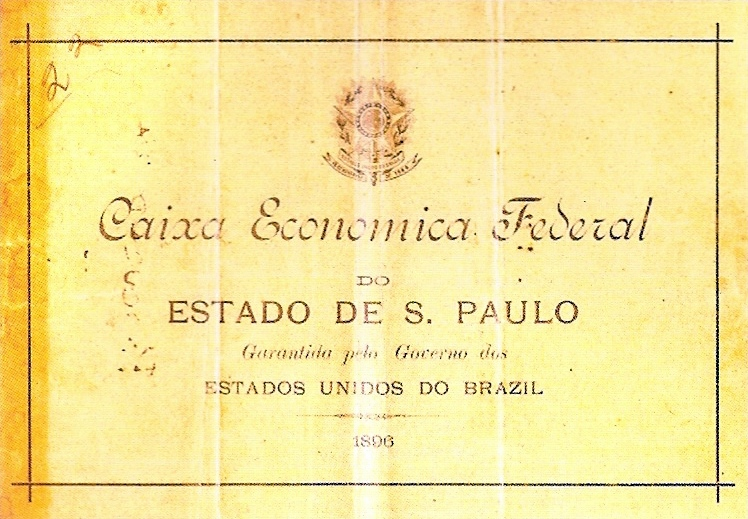
Caderneta de Poupança da Caixa Econômica Federal, de 1896. Acervo do Museu da Caixa

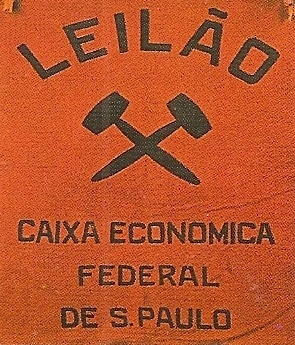
Estandarte de leilão, década de 1930. Acervo do Museu da Caixa

O Museu da Caixa encontra-se instalado no sexto andar do Edifício Sé, ocupando uma área total de 1.200 m². Tem como principal atividade a preservação e a divulgação da memória e do patrimônio histórico da Caixa Econômica Federal, abordando ainda temas como a história do sistema financeiro nacional e do centro velho de São Paulo. O acervo é composto por cerca de 5.200 itens, sendo 3.900 fotografias, registros históricos e documentos e 1.300 objetos de funções e procedências variadas. A coleção foi amealhada através da preservação dos materiais e elementos originais do Edifício Sé, da coleta de objetos de outras áreas pertencentes à Caixa e de doações de terceiros.
Destacam-se, entre as exposições permanentes do museu: a Sala da Presidência, conservando o mobiliário e a organização originais; a Sala do Conselho, onde se encontram documentos como o primeiro livro de ponto, a primeira caderneta de poupança e a primeira ata, todas de 1875 (ano em que a Caixa iniciou as atividades na capital paulista); a Galeria dos Presidentes, com retratos pintados a óleo dos presidentes da Caixa em São Paulo, entre 1875 e 1970; a Sala do Serviço Médico, com diversos instrumentos e equipamentos cirúrgicos utilizados nas primeiras décadas do século XX; a Agência de Época, mobiliada e decorada com objetos das décadas de 20, 30 e 40; a Sala do Penhor, com balanças e equipamentos utilizados para a avaliação de jóias; a Sala Memorial, com informações e objetos históricos, diversas máquinas e painéis fotográficos relatando a história da Caixa Econômica, além de uma maquete do Edifício Sé; e a Sala da Habitação, versando sobre a história dos financiamentos para aquisição de moradias.
O museu conserva ainda coleções de cédulas e moedas, máquinas de escritório, mostras didáticas sobre poupança, evolução do dinheiro e outros aspectos da economia popular e uma mostra sobre a história das loterias no Brasil do período colonial aos dias de hoje. Na coleção de fotografias, destaca-se um conjunto de obras de Hélio Becherini retratando o Edifício Sé e cenas do centro de São Paulo.

### Galerias e instalações
Além das galerias de exposições permanentes ocupadas pelo museu, a Caixa Cultural São Paulo possui uma série de espaços expositivos destinados a abrigar mostras temporárias, além de áreas reservadas para atividades educativas e culturais, reserva técnica, oficinas e ateliês:
- Grande Salão: maior espaço expositivo do conjunto, localiza-se no andar térreo e possui 190 m² de área. Possui pé-direito com mais de treze metros, colunas em mármore de Carrara, e iluminação natural através de uma claraboia. É decorada com um grande vitral executado por Henrique Zucca, retratando os trabalhadores e as riquezas de São Paulo.[1][10]
- Galeria Florisbela de Araújo Rodrigues: espaço semi-aberto de 81 m², localizado na entrada do Edifício Sé, dedicado a exposições de pequeno porte. O nome é uma homenagem à primeira cliente a abrir uma caderneta de poupança em São Paulo, em 1875.[10]
- Galeria Dom Pedro II: também localizada no térreo, possui 142 m² de área e pé-direito de 4,9 metros. O nome é uma homenagem ao segundo imperador do Brasil, também fundador da Caixa Econômica Federal.[10]
- Galeria Neuter Michelon: amplo salão localizado no primeiro andar, com 146 m² de área. O espaço homenageia o primeiro gerente designado para a área cultural da Caixa em São Paulo.[10]
- Galeria Humberto Betetto: batizada em homenagem a um antigo funcionário do banco, localiza-se no segundo andar. É a segunda maior galeria do conjunto, com 180 m² de área.[10]
- Auditório: dedicado a abrigar palestras e cursos promovidos pela Caixa Cultural. Localizado no sexto andar, possui 74 m² de área e capacidade para 50 pessoas.[10]
- Sala de Oficinas: espaço destinado às atividades didáticas. Possui 149 m² de área e capacidade para 40 pessoas.[10]